# Mabel Cahill
Mabel Esmonde Cahill (født 1. april 1865 i Ballyragget, County Kilkenny, Irland, død 1. januar 1905 i Irland) var en irsk tennisspiller, der var aktiv i slutningen af 1800-tallet. Hun var den første udenlandske vinder af damesingletitlen ved US National Championships i tennis, da hun vandt titlen i 1891. I sin karriere vandt hun i alt fem titler ved US National Championships.
Cahill vandt Orange Clubs åbne damesinglemesterskab i 1890 og 1891.
Hun blev den første udenlandske vinder af en damesingletitel i de mesterskaber, der senere udviklede sig til grand slam-turneringer, da hun besejrede Ellen Roosevelt i udfordringsrunden i US National Championships 1891 med 6-4, 6-1, 4-6, 6-3,, og hun fik dermed revanche for nederlaget til netop Ellen Roosevelt i all comers-semifinalen ved mesterskabet et år tidligere. Hun forsvarede med held sin titel i 1892, hvor hun vandt med 5-7, 6-3, 6-4, 4-6, 6-2 over Elisabeth Moore i udfordringsrunden. De samme to år vandt hun også damedoubletitlen – med to forskellige makkere. I 1891 spillede hun sammen med Emma Leavitt Morgan, og de vandt i finalen over Ellen og Grace Roosevelt med 2-6, 8-6, 6-4. Året efter dannede hun par med Adeline McKinlay, og parret besejrede Helen Day Harris og Amy Williams i finalen med 6-1, 6-3. I 1892 vandt hun endvidere mixed double-titlen sammen med Clarence Hobart. I finalen besejrede den irsk-amerikanske konstellation Elisabeth Moore og Rodmond Beach med 6-1, 6-3. Hun forsvarede imidlertid ikke sine tre titler ved US National Championships 1893.
Cahill blev optaget i International Tennis Hall of Fame i 1976.